# 兵庫県道78号丹波加美線
兵庫県道78号丹波加美線（ひょうごけんどう78ごう たんばかみせん）は、兵庫県丹波市氷上町から多可郡多可町加美区を結ぶ県道（主要地方道）である。

## 概要

### 路線データ
- 起点：丹波市氷上町氷上（兵庫県道7号青垣柏原線交点、氷上交差点）
- 終点：多可郡多可町加美区西山（国道427号交点）
- 総延長：13.630 km[要出典]

## 歴史
- 1993年（平成5年）5月11日 - 建設省から、県道清水氷上線・県道上小田成松中線の一部が氷上加美線として主要地方道に指定される[1]。

## 路線状況

### 重複区間
- 京都府道・兵庫県道109号福知山山南線（丹波市氷上町成松・成松西町交差点 - 丹波市氷上町成松・成松北町交差点）

## 地理

### 通過する自治体
- 丹波市
- 多可郡多可町

### 交差する道路
| 交差する道路                                     | 市町村名 | 市町村名 | 交差する場所 | 交差する場所      |
| ------------------------------------------------ | -------- | -------- | ------------ | ----------------- |
| 兵庫県道7号青垣柏原線                            | 丹波市   | 丹波市   | 氷上町氷上   | 氷上交差点 / 起点 |
| 京都府道・兵庫県道109号福知山山南線 重複区間起点 | 丹波市   | 丹波市   | 氷上町成松   | 成松西町交差点    |
| 京都府道・兵庫県道109号福知山山南線 重複区間終点 | 丹波市   | 丹波市   | 氷上町成松   | 成松北町交差点    |
| 国道427号                                        | 多可郡   | 多可町   | 加美区西山   | 終点              |